# Ies Monnikendam
Isaäc „Ies“ Monnikendam (geboren 10. Juni 1885 in Amsterdam, Niederlande; gestorben 8. Oktober 1942 im KZ Auschwitz) war ein niederländischer Schauspieler und Opfer des Holocausts.

## Leben
Isaac Monnikendam begann seine künstlerische Laufbahn 1907 bei der kleinen Theatertruppe Van Liers Hollandsch Tooneelgezelschap. In der Folgezeit trat Monnikendam durchgehend an kleinen Privat-, Tournee- und Revuebühnen auf und stieg dadurch zu einem beliebten niederländischen Volksschauspieler und Komödianten auf. Auch in Operetten wirkte der Künstler mit der markanten, hohen Stirn mit. Man sah Monnikendam hin und wieder in überregional bekannten Theaterrollen nach Vorlagen von Knut Hamsun sowie Bertolt Brecht & Kurt Weill ("Die Dreigroschenoper", in der Spielzeit 1929/30).
Vor die Kamera trat Ies Monnikendam nur äußerst selten, lediglich zwei Filme sind dokumentiert. Nach der Besetzung der Niederlande durch die deutsche Wehrmacht im Mai 1940 durfte der jüdische Künstler nicht mehr auftreten. Schließlich wurde Monnikendam verhaftet und in das Durchgangslager Westerbork verschleppt. Am 5. Oktober 1942 deportierte man ihn von dort in das Vernichtungslager Auschwitz, wo Ies Monnikendam vermutlich kurz nach der Ankunft, etwa drei Tage darauf, vergast wurde. Seine zwei Jahre ältere Schwester Dina wurde im Januar 1943 an selber Stelle ermordet, das Leben von seinem 1891 geborenen Bruder Barend endete im September 1943, gleichfalls in Auschwitz.

## Filmografie
- 1928: Het heksenlied
- 1937: Pygmalion